# Candace Chapman
Candace Chapman, född den 2 april 1983 i Port of Spain, Trinidad och Tobago, är en kanadensisk fotbollsspelare som tog OS-brons i damfotbollsturneringen vid de olympiska fotbollsturneringarna 2012 i London. 